# Pellana
Pellana (in greco Πέλλανα?) è un ex comune della Grecia nella periferia del Peloponneso di 3405 abitanti secondo i dati del censimento 2001.
È stato soppresso a seguito della riforma amministrativa detta piano Kallikratis in vigore dal gennaio 2011 ed è ora compreso nel comune di Sparta.